# Karlóca
Karlóca (régi magyar neve Karom, szerbül Сремски Карловци / Sremski Karlovci, horvátul Srijemski Karlovci, németül Karlowitz, törökül Karlofça) város és község Szerbiában, a Vajdaságban. Bár földrajzilag Szerémségben fekszik, közigazgatásilag a Dél-bácskai körzethez lett sorolva.

## Nevének eredete
Eredeti neve a régi magyar Karon személynévből ered, az pedig a bolgár-török Krum személynévből származik. A betelepülő szerbek a magyar Karom helységnevet egy „Szerémségi” előtaggal hozzáigazították a szomszédos Karlóca (ma Újkarlóca, szerbül Novi Karlovci) helység szerb eredetű nevéhez. A szerb név eredetileg a szerb Karlo személynévből származik, jelentése Károlyék.

## Fekvése
Újvidéktől 11 km-re délkeletre, a Duna jobb partján fekszik.

## Története
1308-ban Karon néven említik először. A török hódításig a Báthoriak birtoka volt. 1521-ben Bali bég serege foglalta el és 170 évig török uralom alatt állt. 1699. január 26-án itt kötötték meg a Habsburg császár és a török Porta közötti békét, amely a magyar területekből csak a Temesközt hagyta török kézen. 
Itt működött 1690–1848 között a karlócai szerb metropoliátus. 1766-tól az itteni szerb metropolita a szerbek egyetemes vezetője. 1848. május 13-án az itt megtartott szerb kongresszus választotta meg Josip Rajačićot szerb pátriárkává és követelte a Szerb Vajdaság felállítását. 1848. június 11-én Hrabovszky altábornagy az itt összegyűlt 6000 szerb fegyveres szétverésére felgyújtotta a várost. 
1848–1913 között a metropoliátus jogutódjaként itt működött a szerb pátriárkátus.
1910-ben 6342 lakosából 3536 szerb, 1899 horvát, 434 német és 380 magyar volt. A trianoni békeszerződésig Szerém vármegyéhez tartozott.

## Népesség

### Demográfiai változások
| 1948 | 1953 | 1961 | 1971 | 1981 | 1991 | 2002 | 2011 |
| ---- | ---- | ---- | ---- | ---- | ---- | ---- | ---- |
| 5350 | 5618 | 6390 | 7040 | 7547 | 7534 | 8839 | 8750 |

## Neves személyek
- Itt született Jovan Rajić (1726-1801) görögkeleti szerb archimandrita.
- Itt született Stjepan Horvat (1895-1985) horvát földmérőmérnök, egyetemi tanár, a Zágrábi Egyetem rektora.
- Itt született Slavko Svinjarević (1935-2006) szerb labdarúgó.
- Itt hunyt el 1781-ben Teodor Kračun vajdasági szerb festő, a 18. századi barokk művészet kiemelkedő ikonkészítője.
- Itt hunyt el 1861-ben Josip Rajačić horvátországi születésű szerb pátriárka, a magyarországi szerb nemzeti mozgalom vezetője.
- Itt hunyt el 1907-ben Brankovics György magyarországi szerb ortodox pap, 1882-től temesvári görög keleti püspök, 1890-től karlócai metropolita, valóságos belső titkos tanácsos, mecénás.
- Itt tanított Wolny András Rafael (1759-1827) botanikus, mineralógus, tanár.
- Itt tanított Lukijan Mušicki (1777-1837) szerb költő, író, nyelvész, görögkeleti püspök, a szerb nemzeti megújulás kiemelkedő alakja.
- Itt tanított Rumy Károly György (1780-1847) jogtanár, evangélikus lelkész, író, irodalomtörténész, mezőgazdász, polihisztor.
- Itt tanított Georgije Magarašević (1793-1830) gimnáziumi tanár.
- Itt tanított Szent Andrei Șaguna (1809-1873) erdélyi román, konvertálása után ortodox püspök, egyháza szentje.
- Itt tanított Miron Nikolić (1846-1941) pakráci szerb ortodox püspök.
- Itt tanított Mitrofan Šević (1854-1918) szerb teológus, bácsi szerb ortodox püspök.
- Itt tanított Mihailo Grujić (1861-1914) károlyvárosi szerb ortodox püspök.
- Itt tanított Lukijan Bogdanović (1867-1913) szerb ortodox pátriárka.
- Itt tanított Letics György (1872-1935) temesvári szerb ortodox püspök.
- Itt tanított Vaso Čubrilović (1897-1990) jugoszláviai szerb politikus, történész, akadémikus. Részt vett a Ferenc Ferdinánd főherceg elleni szarajevói merényletben.
- Itt tanult Konstantin Marinković (1784-1844) görögkeleti vallású lelkész és hittanár.
- Itt tanult Platon Atanacković (1788-1867) ortodox püspök.
- Itt tanult Dimitrije Davidović (1789-1838) a szerb fejedelem első titkára.
- Itt tanult Sima Milutinović Sarajlija (1791-1848) szerb költő és író.6
- Itt tanult Csokerlyán János (1800-?) tábori lelkész.
- Itt tanult Nikanor Grujić (1810-1887) magyarországi szerb költő, író, pópa.
- Itt tanult Konstantin Bogdanović (1811-1854) magyarországi szerb újságíró, író.
- Itt tanult Dimitrije Popović (1814-1882) görögkeleti plébános.
- Itt tanult Flatt Endre (1817-1885) főispán, lapszerkesztő.
- Itt tanult Vincențiu Babeș (1821-1907) magyarországi román politikus, publicista.
- Itt tanult Branko Radičević (1824-1853) szerb költő.
- Itt tanult Stevan V. Popović (1845-1918) magyarországi szerb kulturális szervező és hosszú ideig a budapesti Tökölyanum igazgatója volt.
- Itt tanult Miša Dimitrijević (1846-1890) magyarországi szerb politikus, lapszerkesztő.
- Itt tanult Gavrilo Zmejanović (1847-1932) szerb mezőgazdász, teológus, a szerb nemzeti egyház jószágkormányzója, verseci szerb ortodox püspök.
- Itt tanult Pavle Bastajić - Paja (1890-1941) jugoszláv forradalmár, kommunista aktivista és a nagy tisztogatások idején szovjet hóhér.
- Itt tanult Momčilo Đujić (1907-1999) szerb csetnik vezér és szerb ortodox pap a második világháború idején, kollaboráns, háborús bűnös.
- Itt tanult Aleksandar Vulin (1972) szerb politikus, ügyvéd, belügyminiszter.
- Itt élt Zaharije Orfelin (1726-1785) szerb író, festő és rézmetsző.
- Itt élt Székács József (1809-1876) a Bányai evangélikus egyházkerület püspöke 1860-tól 1872-ig, író, az MTA tagja.
- Itt élt Baranyi Károly (1894-1978) szobrász.
- Itt élt Sanda Malešević (1994) szerb női válogatott labdarúgó. Az ETO FC Győr játékosa.

## Képek

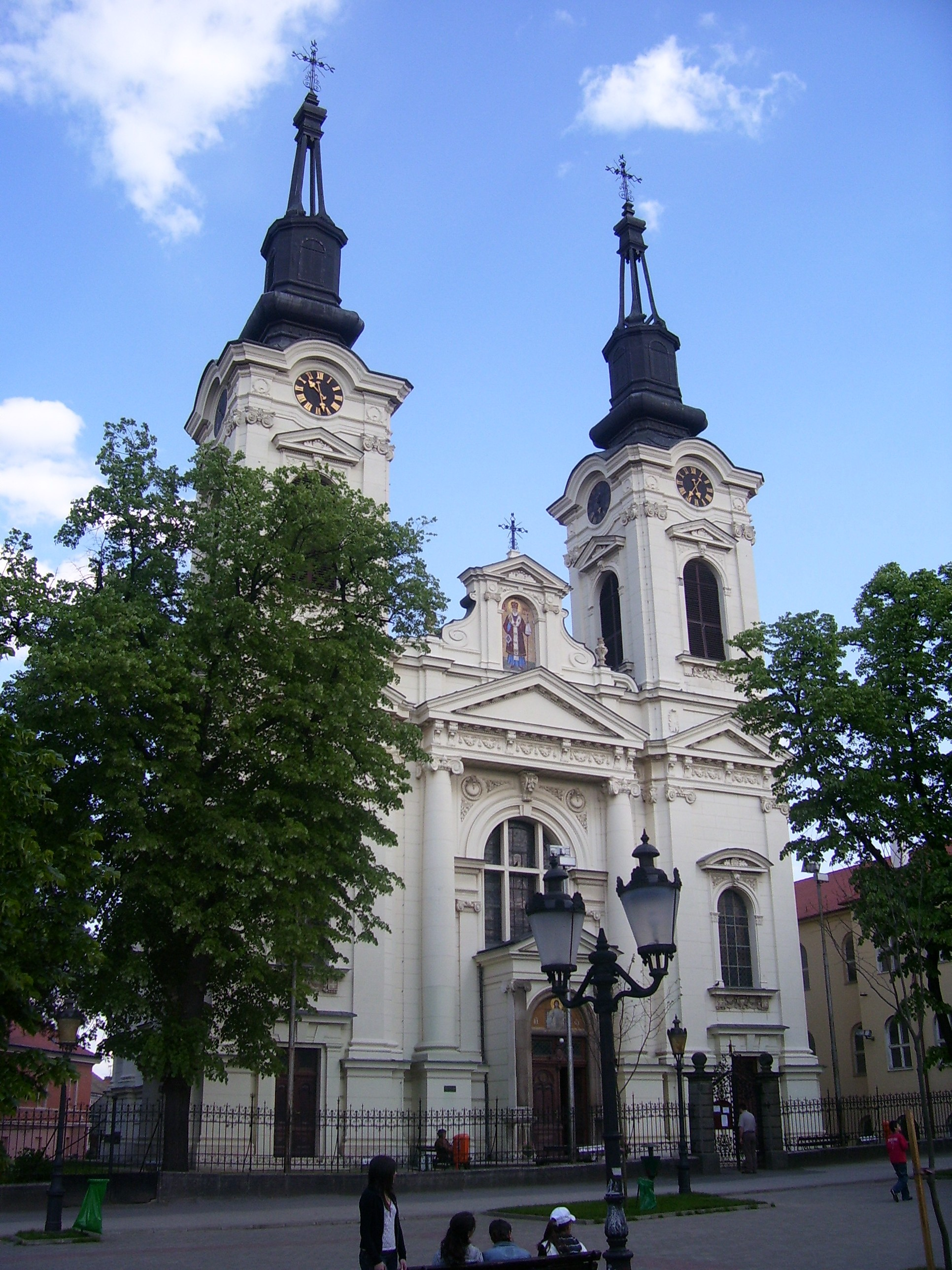
A Szent Miklós ortodox katedrális
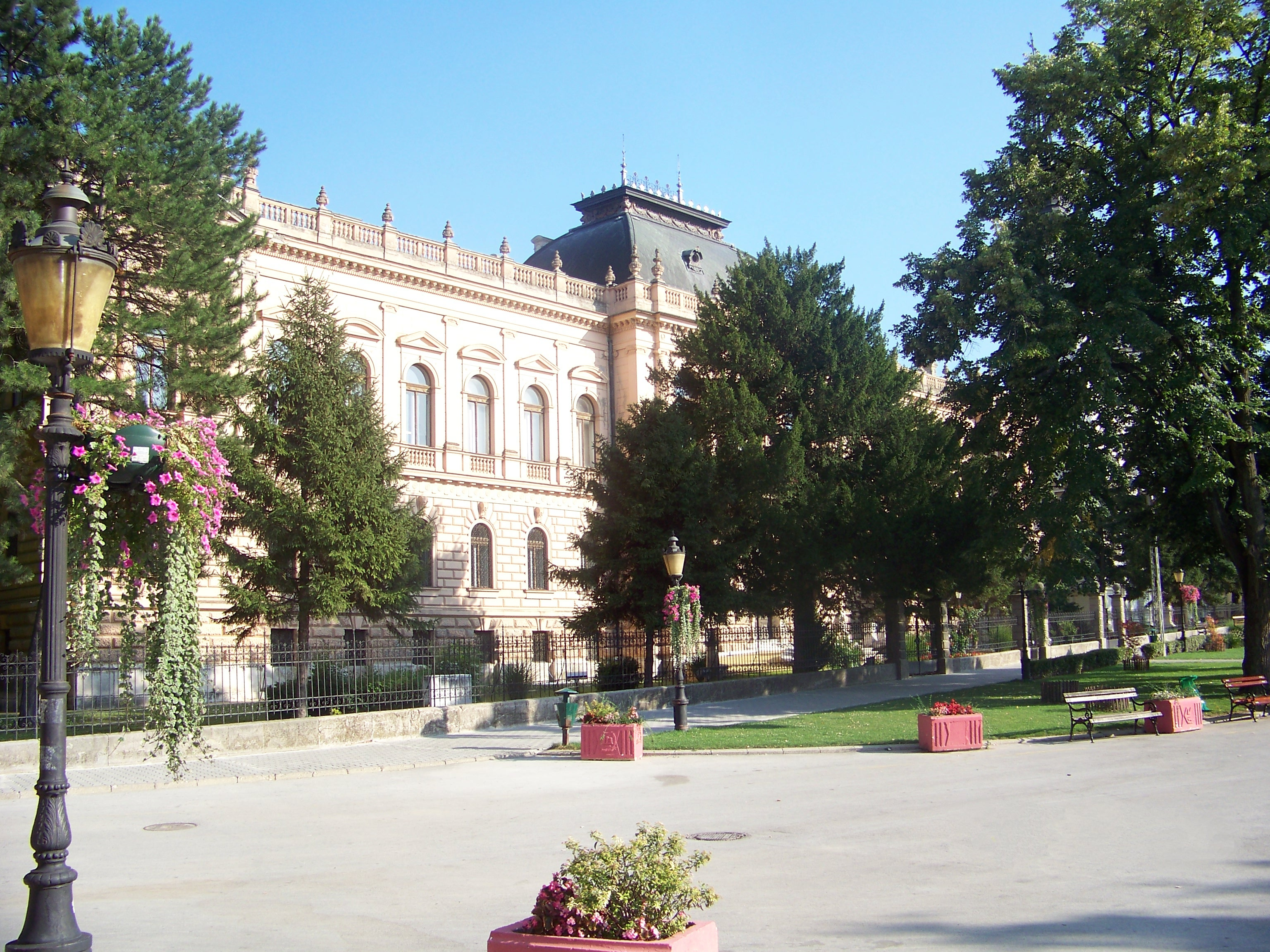
A pátriárka hivatala
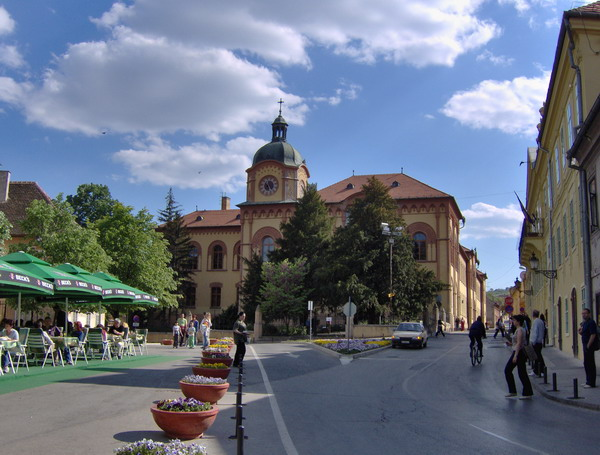
A karlócai gimnázium
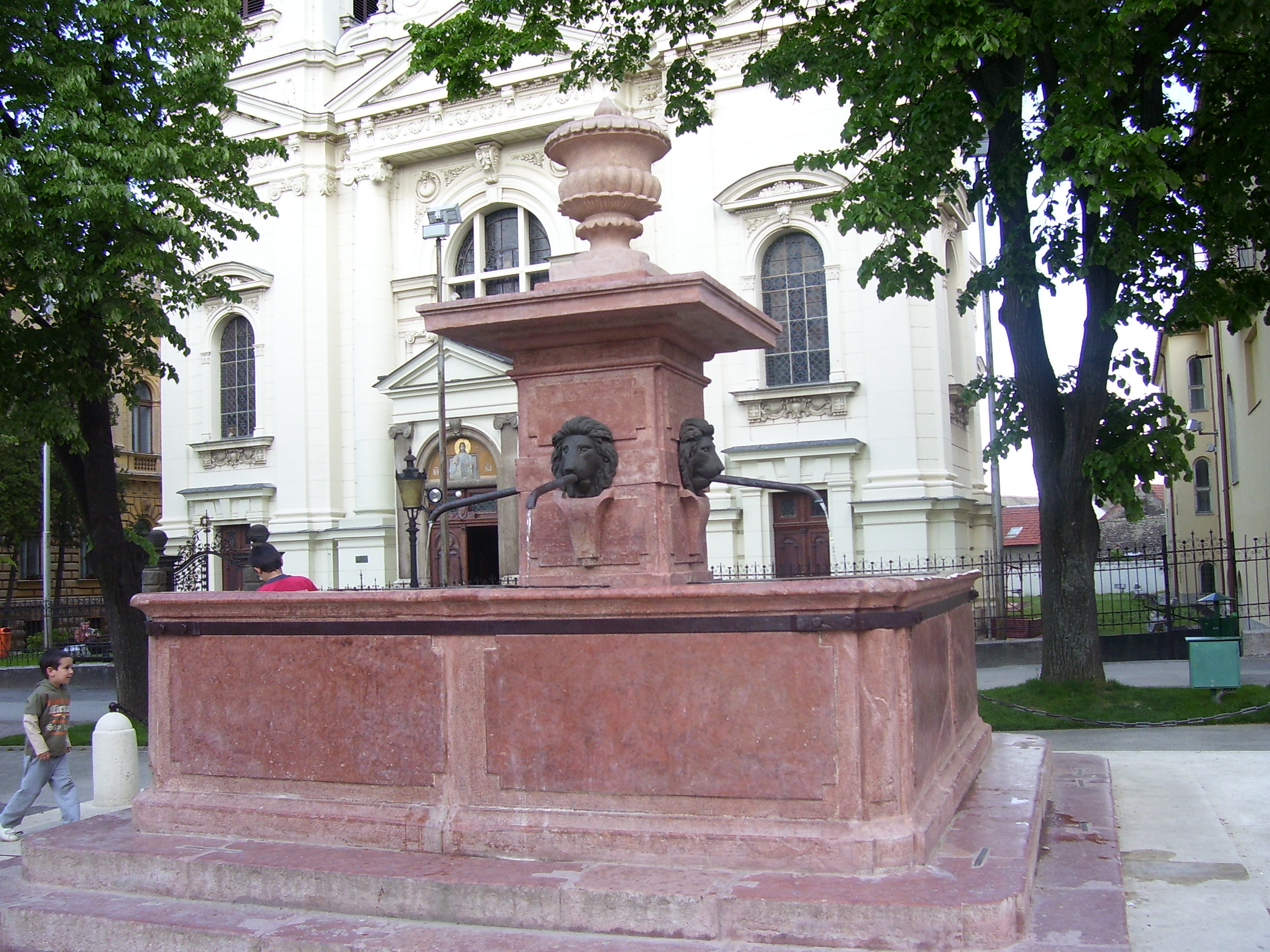
A "négy oroszlán" szökőkút